# The Kentucky Fried Movie
The Kentucky Fried Movie is een Amerikaanse film uit 1977 van regisseur John Landis en het schrijversteam David Zucker, Jerry Zucker, en Jim Abrahams.
Het is een komedie die volledig bestaat uit een aantal sketches en parodieën op filmtrailers, nieuwsuitzendingen, reclamespots en televisieprogramma's. De film was wereldwijd een groot succes en bracht ruim $ 20.000.000,- op.

## Verhaal

### Opzet
De film heeft geen doorlopend verhaal maar bestaat uit een compilatie van sketches, aankondigingen voor niet bestaande speelfilms, gedeeltes van fictieve nieuwsuitzendingen, al even fictieve reclamespots en parodieën op tv-series. De meeste onderdelen duren niet langer dan een paar minuten, soms verdeeld over de film.
Het centrale deel van de film en het langste fragment wordt gevormd door A Fistful of Yen; een parodie op de kungfu-films die veel succes hadden in de jaren zeventig. Hier volgen we een kungfu-specialist die in opdracht van de Britse overheid achter de wrede dr. Klahn aangaat. Dr. Klahn is een Chinees crimineel meesterbrein, met een eigen kasteel (waar zelfs rondleidingen worden gegeven voor toeristen), en een groot arsenaal aan handlangers en massavernietigingswapens. Hij is zo wreed dat hij zijn vijanden naar Detroit stuurt. Alleen al dit vooruitzicht doet zelfs de sterkste mannen instorten ('No, not Detroit'). Hij organiseert een kung fu-toernooi waar de held aan deelneemt. Uiteindelijk eindigt A Fistful of Yen als een parodie op The Wizard of Oz, waarin de held Dr. Klahn verslaat met water en vervolgens thuis in bed ontwaakt.
Andere hoogtepunten zijn de parodieën op filmtrailers. Zo wordt de rampenfilm belachelijk gemaakt in That's Armageddon. Ook gaat de film in op de pogingen van filmmakers om nieuwe filmtechnieken te introduceren. In de jaren zeventig bijvoorbeeld werd sensurround geïntroduceerd. Bezoekers van de film Earthquake konden daarmee een aardbeving 'voelen'. In Kentucky Fried Movie wordt Feel-A-Round geïntroduceerd. Met deze 'techniek' kan de bezoeker voelen wat er op het scherm gebeurt. Elke bioscoopbezoeker heeft iemand achter zich staan die bijvoorbeeld rook blaast als er een sigaret wordt opgestoken of de bezoeker in het gezicht slaat als dat op het scherm ook gebeurt. De bioscoopbezoeker die dit allemaal ondergaat vlucht niet voor niets weg als de film Deep Throat wordt aangekondigd.
Verder steekt de film de draak met reclamespots. Zo zien we een groepje volgelingen van Hare Krishna aan het einde van hun dag samenkomen in de kroeg voor een rondje Willer beer, een duidelijke parodie op de "It's Miller time"-biercommercials. Zinc Oxide and You is een parodie op de voorlichtingsfilm van de overheid. Stel dat er geen zinkoxide zou zijn, dan… en vervolgens schiet bij de vrouw uit het filmpje haar zoon zich dood omdat de veiligheidspal op een geweer ontbreekt, valt haar kunstbeen af en gaat haar man dood omdat zijn pacemaker weigert.
Ook realityseries krijgen een veeg uit de pan. In 'Rex Kramer, Danger Seeker' parodieert de film het programma 'Thrill Seekers' uit 1973-1974. Met een veiligheidshelm op en voorzien van een beschermende overall gaat Rex Kramer naar een groepje Afro-Amerikanen toe en schreeuwt een racistische kreet. Het eindigt met Kramer die 'moet rennen voor zijn leven'.

### Scènes
De volgende scènes zitten in de film:
- 1. 11 O'Clock News (deel 1) (0:04)
- 2. Argon Oil (1:13)
- 3. A.M. Today (6:05)
- 4. His New Car (0:24)
- 5. Catholic High School Girls In Trouble (2:00)
- 6. See You Next Wednesday in Feel-A-Round (4:52)
- 7. Nytex P.M. (:35)
- 8. High Adventure (3:01)
- 9. 11 O'Clock News (deel 2) (:05)
- 10. Headache Clinic (0:40)
- 11. Household Odors (:40)
- 12. The Wonderful World of Sex (met Big Jim Slade)(4:55)
- 13. A Fistful of Yen (31:34)
- 14. Willer Beer (0:58)
- 15. 11 O'Clock News (deel 3) (0:05)
- 16. Scot Free (0:58)
- 17. That’s Armageddon (2:17)
- 18. United Appeal For the Dead (1:42)
- 19. Courtroom (Deel 1) (4:35)
- 20. Nesson Oil (0:14)
- 21.Courtroom (Deelt 2) (3:02)
- 22.Cleopatra Schwartz (1:24)
- 23. Zinc Oxide and You (1:59)
- 24. Danger Seekers (1:02)
- 25. Eyewitness News (4:24)
- 26.11 O'Clock News (Deel 4) (0:09)

## Rolverdeling
Door de grote hoeveelheid sketches zijn er zoveel personages dat de rolverdeling de dikte van een telefoonboek zou benaderen. De schrijvers en bedenkers van de film, Jerry Zucker and Jim Abrahams, alsmede regisseur John Landis spelen diverse rollen in de film. Naast minder bekende acteurs als Robert Starr (Rex Kramer, Danger Seeker), Boo Soo Han (dr. Klahn) en Evan Kim (A Fistful of Yen), verleenden ook bekende acteurs hun medewerking. Donald Sutherland speelt een onhandige ober in That's Armageddon, en Bill Bixby de gastheer in de Headache Clinic. Veel medewerkers en oud-medewerkers van Second City Theatre en The Groundlings Theatre verleenden hun medewerking.

## Achtergrond

### Creatie
De film werd bedacht en geschreven door David Zucker, Jerry Zucker, en Jim Abrahams. Het drietal was geïnspireerd door het sketchmatige en geïmproviseerde werk van The Groundlings Theatre en Second City. In hun eigen Kentucky Fried Theater speelden ze hun werk voor een enthousiast publiek. Het enthousiasme sterkte het trio in hun voornemen om de beste sketches om te zetten in een avondvullende film. Er volgde een lange en vruchteloze tocht langs studio's en producers. Steeds kregen de drie te horen dat er geen publiek was voor films met alleen maar sketches. Uiteindelijk kregen ze steun van een rijke investeerder. De man wilde de film echter alleen maken als er een script zou komen. De Zuckers en Abrahams schreven een scenario voor een korte film, maar dit had niet het gewenste effect.
De investeerder zag het niet zitten de film alleen te produceren en zag uiteindelijk helemaal van het project af. Het drietal had echter de smaak te pakken en produceerde een 10 minuten durende versie van de film. Ze betaalden de kosten ($ 35.000,-) uit eigen middelen. Een nieuwe tocht langs de studio's volgde. Weer bleek alles vruchteloos. Het enige wat de tocht opleverde was de aandacht van de jonge regisseur John Landis. Het was bioscoopexploitant Kim Jorgenson die de doorslag gaf. Toen het trio vroeg om de korte film als voorfilm in zijn bioscopen op te nemen viel Jorgenson bijna van zijn stoel van het lachen toen hij de film zag. Jorgenson wist diverse financiers te interesseren om de $ 650.000 bijeen te brengen om de film te maken. John Landis ging de film regisseren. Uiteindelijk zou met de postproductie mee de film uitkomen op een budget van circa 1 miljoen dollar. In totaal zou de film een veelvoud opbrengen, namelijk $ 20.000.000,- .

### Productie
In het kleine Kentucky Fried Theatre (140 stoelen) werden de audities gehouden voor de film. Hoewel men veel acteurs en actrices nodig had, werd toch een aantal afgewezen. Zo deed Bob Letterman vergeefs auditie voor de rol van nieuwslezer. Het merendeel van de acteurs was overigens bereid om voor niets of heel weinig te werken. Nadat de rollen waren vergeven, begonnen de opnamen. Omdat het budget zo laag was, moest er nogal geïmproviseerd worden. Zo werd de opname van de Feel-O-Rama-scène gemaakt met één camera, wat later weer grote problemen gaf in de montage en het overdubben van het geluid. Er werd sowieso met verschillende gehuurde camera's gewerkt, terwijl men gebruikmaakte van locaties die toevallig beschikbaar waren. 
Om te voorkomen dat de financiers vroegtijdig de stekker uit het project zouden trekken, nam men de minst aanstootgevende scènes het eerst op. De meer seksueel getinte scènes werden voor het laatst bewaard of pas op het laatste moment getoond. Om geld te besparen, probeerde men veel scènes (ook de interieurscènes) buiten de studio op te nemen om te kunnen profiteren van het daglicht. Om dezelfde reden ging men ook creatief om met de decors. Zo zijn de meeste scènes van het hoofdkwartier van dr. Klahn uit A Fistful of Yen opgenomen in een Japans restaurant in Hollywood. De eigenaar was een bekende van John Landis. Overigens komen vrijwel alle acteurs en figuranten uit A Fistful of Yen uit dezelfde kungfu-trainingsschool.

### Titel
In de VS zijn diverse fastfoodketens zoals McDonald's en Burger King. Een derde grote keten is Kentucky Fried Chicken. De Zuckers en Abrahams zochten een naam voor hun toneelgroep die allerlei korte en banale sketches speelden, (fastfood in de toneelwereld) en kwamen op Kentucky Fried Theatre. Het was echter niet zo dat de film ook Kentucky Fried Movie ging heten. De eerste titel was 'Free Popcorn' en later werd 'Closed for Remodeling' bedacht. Bioscoopexploitanten vonden dit maar niks en waren bang voor verwarring. Dus hielden de makers het uiteindelijk toch op The Kentucky Fried Movie.

### Na de film
De film kan gezien geworden als het startpunt van de carrières van diverse medewerkers. David Zucker, Jerry Zucker en Jim Abrahams zetten de lijn die ze hadden ingezet met Kentucky Fried Movie door met films als Airplane!, The Naked Gun en Top Secret!. John Landis zou uitgroeien tot een belangrijke regisseur van films als The Blues Brothers, An American Werewolf in London en Trading Places. Make-up-artiest Rick Baker, die in de film optreedt als gorilla, zou triomfen behalen met zijn make-up voor films als An American Werewolf in London en de videoclip Thriller van Michael Jackson.

## Trivia
In de sketch See You Next Wednesday in Feel-A-Round hoort men het geluid van scènes uit de film See You Next Wednesday. Deze fictieve filmtitel is een apart filmgrapje van John Landis. In vrijwel al zijn films komt de titel wel een keer voor. Landis kreeg het idee voor de titel toen hij de film 2001: A Space Odyssey zag. Een van de hoofdrolspeler zegt in een telefoongesprek tegen zijn ouders: "See You Next Wednesday" (Ik zie je volgende week woensdag). De titel komt voor in:
- Schlock (1973) op twee verschillende filmposters
- The Blues Brothers (1980) op een filmposter met een gorilla
- An American Werewolf in London (1981). Hier is het een pornofilm die wordt vertoond
- Trading Places (1983) weer als filmposter
- Spies Like Us (1985), als een rekruteringsposter voor het leger.
- Into the Night (1985), als een filmposter
- Coming to America (1988), als een filmposter